# Syfania taipeishani
Syfania taipeishani är en fjärilsart som beskrevs av Clayton Dissinger Mell 1936. Syfania taipeishani ingår i släktet Syfania och familjen nattflyn. Inga underarter finns listade i Catalogue of Life.